# العلاقات الغامبية الكندية
العلاقات الغامبية الكندية هي العلاقات الثنائية التي تجمع بين غامبيا وكندا.

## مقارنة بين البلدين
هذه مقارنة عامة ومرجعية للدولتين:
| وجه المقارنة                                              | غامبيا       | كندا                     |
| --------------------------------------------------------- | ------------ | ------------------------ |
| المساحة (كم2)                                             | 11.30 ألف    | 9.98 مليون               |
| عدد السكان (نسمة)                                         | 2.10 مليون   | 35.70 مليون              |
| الكثافة السكانية (ن./كم²)                                 | 185.84       | 3.58                     |
| العاصمة                                                   | بانجول       | أوتاوا                   |
| اللغة الرسمية                                             | لغة إنجليزية | لغة إنجليزية، لغة فرنسية |
| العملة                                                    | دالاسي غامبي | دولار كندي               |
| الناتج المحلي الإجمالي (بليون دولار)                      | 1.01 مليار   | 1.65 تريليون             |
| الناتج المحلي الإجمالي (تعادل القوة الشرائية) بليون دولار | 3.34 مليار   | 1.59 تريليون             |
| الناتج المحلي الإجمالي الاسمي للفرد دولار أمريكي          | 471          | 43.25 ألف                |
| الناتج المحلي الإجمالي للفرد دولار أمريكي                 |              | 45.07 ألف                |
| مؤشر التنمية البشرية                                      | 0.441        | 0.913                    |
| رمز المكالمات الدولي                                      | +220         | +1                       |
| رمز الإنترنت                                              | .gm          | .ca                      |
| المنطقة الزمنية                                           | 00           |                          |

## منظمات دولية مشتركة
يشترك البلدان في عضوية مجموعة من المنظمات الدولية، منها:
| علم المنظمة | اسم المنظمة                               | تاريخ انضمام غامبيا | تاريخ انضمام كندا |
| ----------- | ----------------------------------------- | ------------------- | ----------------- |
|             | مؤسسة التنمية الدولية                     | 18 أكتوبر 1967      | 24 سبتمبر 1960    |
|             | البنك الإفريقي للتنمية                    | ?                   | ?                 |
|             | يونسكو                                    | 1 أغسطس 1973        | 4 نوفمبر 1946     |
|             | مؤسسة التمويل الدولية                     | 19 سبتمبر 1983      | 20 يوليو 1956     |
|             | منظمة حظر الأسلحة الكيميائية              | ?                   | ?                 |
|             | الأمم المتحدة                             | 21 سبتمبر 1965      | 9 نوفمبر 1945     |
|             | الاتحاد الدولي للاتصالات                  | 27 مايو 1974        | 1 يوليو 1908      |
|             | منظمة الشرطة الجنائية الدولية             | ?                   | ?                 |
|             | البنك الدولي للإنشاء والتعمير             | 18 أكتوبر 1967      | 27 ديسمبر 1945    |
|             | الاتحاد البريدي العالمي                   | ?                   | ?                 |
|             | المركز الدولي لتسوية المنازعات الاستشارية | 26 يناير 1975       | 1 ديسمبر 2013     |
|             | وكالة ضمان الاستثمار متعدد الأطراف        | 11 سبتمبر 1992      | 12 أبريل 1988     |
|             | منظمة التجارة العالمية                    | ?                   | ?                 |
|             | دول الكومنولث                             | 1965                | ?                 |

## وصلات خارجية
- موقع وزارة الخارجية الغامبية
- موقع وزارة الخارجية الكندية